# Thorichthys meeki
Thorichthys meeki, conosciuto comunemente come Ciclide bocca di fuoco (e fino a pochi anni fa descritto come Cichlasoma meeki), è un pesce d'acqua dolce appartenente alla famiglia Cichlidae.

## Distribuzione e habitat
Questa specie è diffusa in America centrale, nei fiumi di Belize, Guatemala e Messico, dove abita acque lente e poco profonde, ricche di vegetazione.

## Descrizione
Presenta un corpo piuttosto compresso ai fianchi ma muscoloso, con grossa testa e muso allungato, occhi grandi, bocca carnosa. La pinna dorsale è lunga, così come l'anale, entrambe appuntite e allungate al vertice. La pinna caudale è a delta. Le pinne ventrali sono appuntite, le pettorali ovaloidi. La livrea è magnifica: su un fondo grigio (ogni scaglia è orlata di scuro) con riflessi azzurro-argenteo sono presenti grosse fasce verticali scure più o meno visibili, e una o più linee nere orizzontali lungo i fianchi. Segno distintivo è un ocello nero orlato d'azzurro metallico sulle aperture branchiali. Inoltre il mento, il sottogola e il ventre sono rosso vivo. Proprio il sottogola può essere estroflesso dall'interno delle branchie da ogni esemplare, quando assume un atteggiamento minaccioso. Le altre pinne, ad esclusione delle pettorali, sono semitrasparenti, orlate e screziate di rosso e d'azzurro vivo. Raggiunge una lunghezza massima di 17 cm.

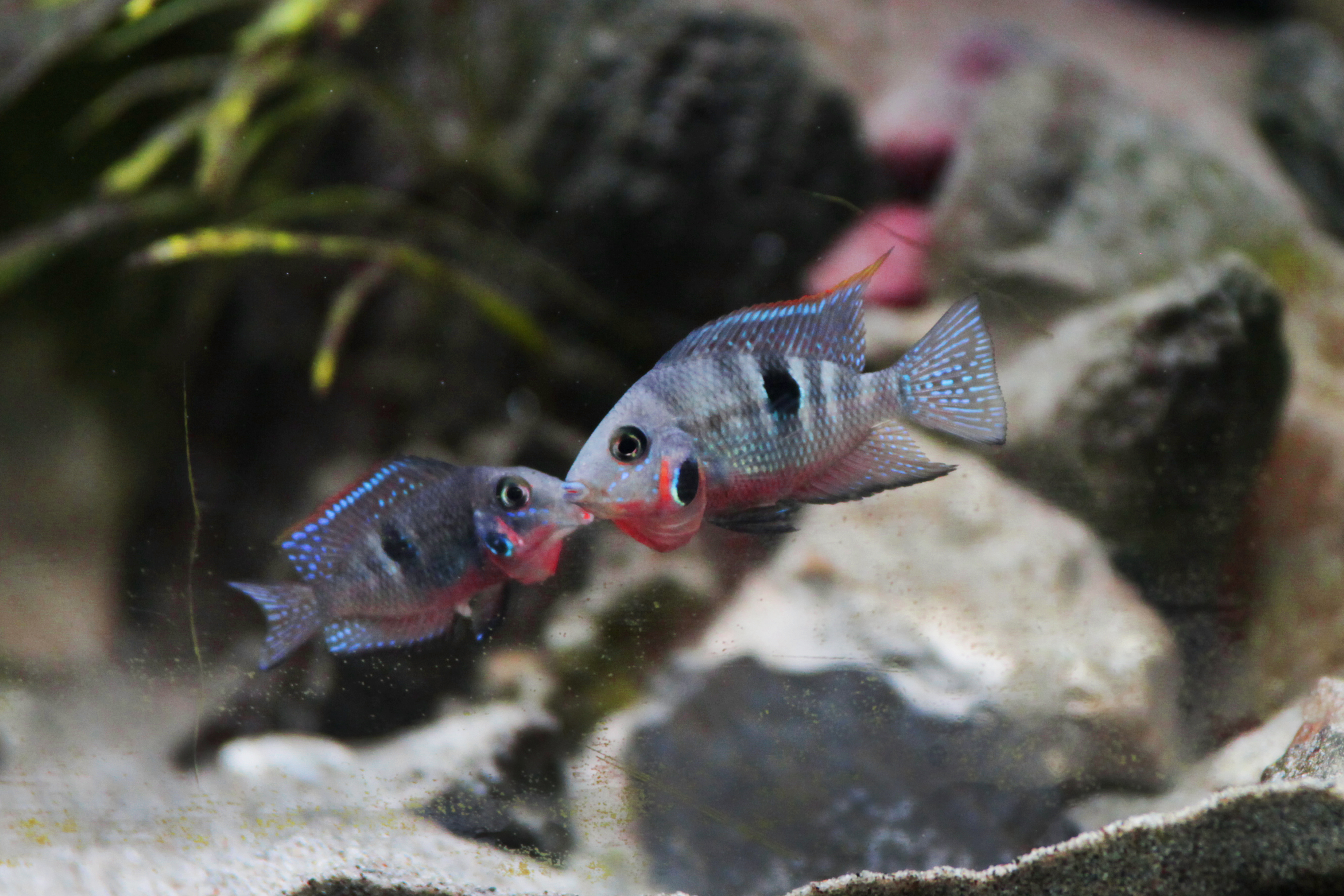
Giochi amorosi tra i riproduttori. Il maschio è a destra. Si notino in basso le uova, grigie sul sasso antracite

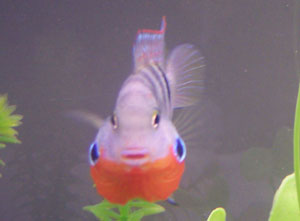
L'atteggiamento di minaccia mostra chiaramente come è azzeccato il soprannome Bocca di fuoco

## Etologia
È un pesce tranquillo, presenta una forte territorialità ma quasi esclusivamente con i conspecifici.

## Riproduzione
Questa specie , come gli altri ciclidi, ha fecondazione esterna e presenta cure parentali accentuate. La riproduzione avviene tra febbraio e settembre. La coppia depone da 100 a 500 uova in una buca sul fondo, oppure su una superficie sommersa (rocce, tronchi, foglie) accuratamente ripulita. Il tutto avviene con continui giochi amorosi. Il periodo d'incubazione dura 4 giorni, durante i quali la femmina resta vicina alle uova e agita le pinne per favorire un ricambio d'acqua, mentre il maschio controlla il territorio. Entrambi i genitori si dimostrano estremamente aggressivi con qualunque essere vivente si avvicini troppo al nido. Dopo la schiusa gli avannotti si nutrono del sacco vitellino per circa una settimana, dopodiché cominceranno a cercare cibo, sempre raggruppati e controllati dai genitori per alcune settimane.

## Alimentazione
T. meeki ha dieta onnivora ma si nutre prevalentemente di alghe.

## Acquariofilia
Questo ciclide è molto conosciuto e diffuso tra gli appassionati per il suo carattere tranquillo e la bellezza della livrea.